# تشيستر أشلي
تشيستر أشلي (بالإنجليزية: Chester Ashley)‏ هو محامي وسياسي أمريكي، ولد في 1 يونيو 1790 في الولايات المتحدة، وتوفي في 29 أبريل 1848 بواشنطن العاصمة في الولايات المتحدة. حزبياً، نشط في الحزب الديمقراطي. انتخب عضو مجلس الشيوخ الأمريكي.